# Золотые Пруды
Золотые Пруды (укр. Золоті Пруди) — село в Александровской поселковой общине Краматорского района Донецкой области Украины.

## Общие сведения
Население по переписи 2001 года составляло 746 человек. Почтовый индекс — 84023. Телефонный код — 6269.